# 宮山遺跡

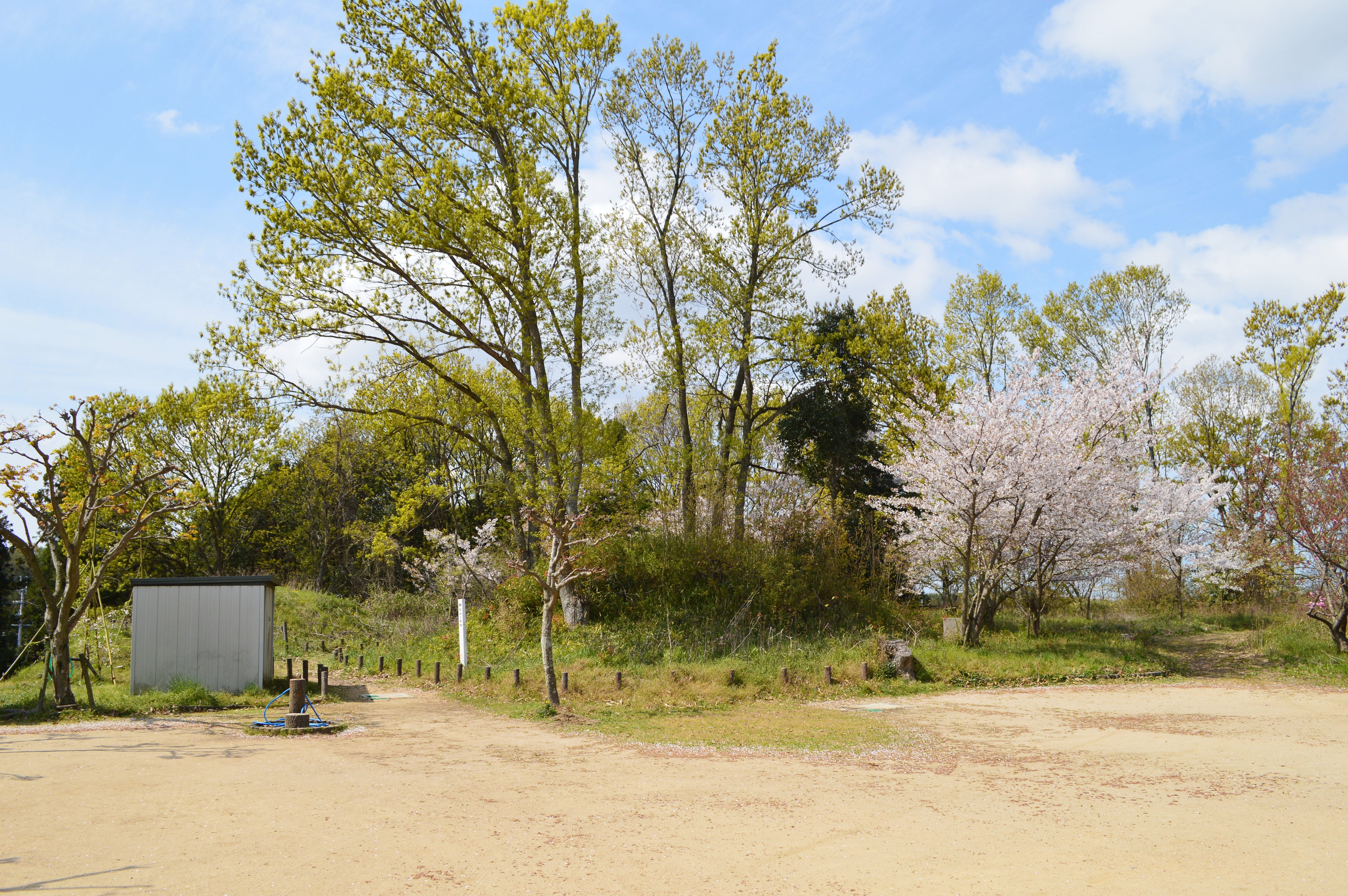
宮山古墳群 概観（中央に1号墳）

宮山遺跡（みややまいせき）は、兵庫県加古川市八幡町上西条にある複合遺跡。縄文時代から平安時代にかけての集落跡や、古墳時代の古墳群（宮山古墳群）などから構成される。加古川市指定史跡に指定されている。

## 概要

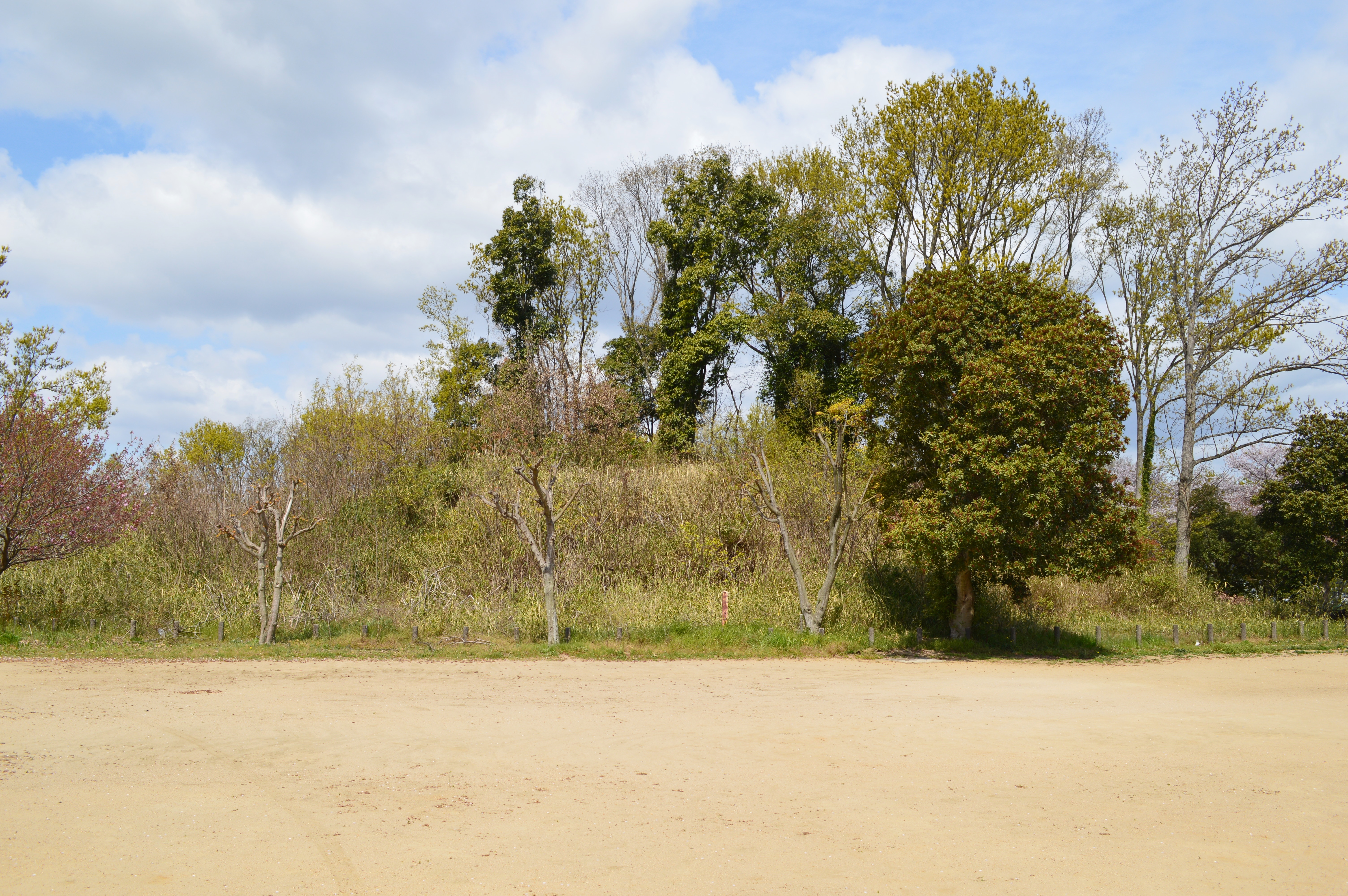
宮山大塚古墳

帆立貝形古墳の宮山大塚古墳（後円部直径40メートル）を中心に、北に直径15メートル～20メートルの円墳5基、南に1基が配置されており、東側には縄文時代の集落跡（敷石建物跡）がある。西側の展望広場と散策路は宮山農村公園として整備されたもの。

## 主な遺跡
- 敷石建物跡1棟 - 縄文時代後期
- 祭祀跡 -  弥生時代
- 集落の変遷 -  弥生時代～平安時代
- 宮山大塚古墳 -  古墳時代中期（5世紀）、前方後円墳、後円部直径40メートル、高さ6メートル。幅6メートルの周溝を持つ。
- 1号墳 -  横穴式石室、円墳、古墳時代後期、直径20メートル
- 2号墳 -  横穴式石室、円墳、古墳時代後期
- 3号墳 -  横穴式石室、円墳、古墳時代後期
- 4号墳 -  横穴式石室、円墳、古墳時代後期
- 5号墳 -  横穴式石室、円墳、古墳時代後期
- 6号墳 -  横穴式石室、円墳、古墳時代後期

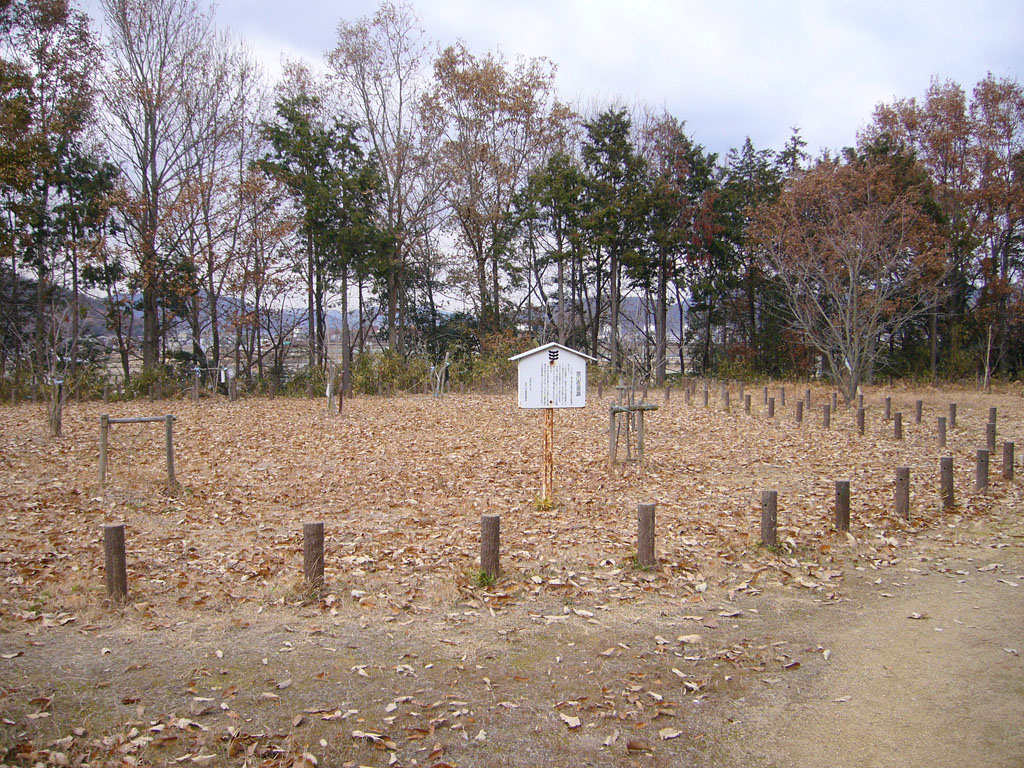
縄文時代の建物跡
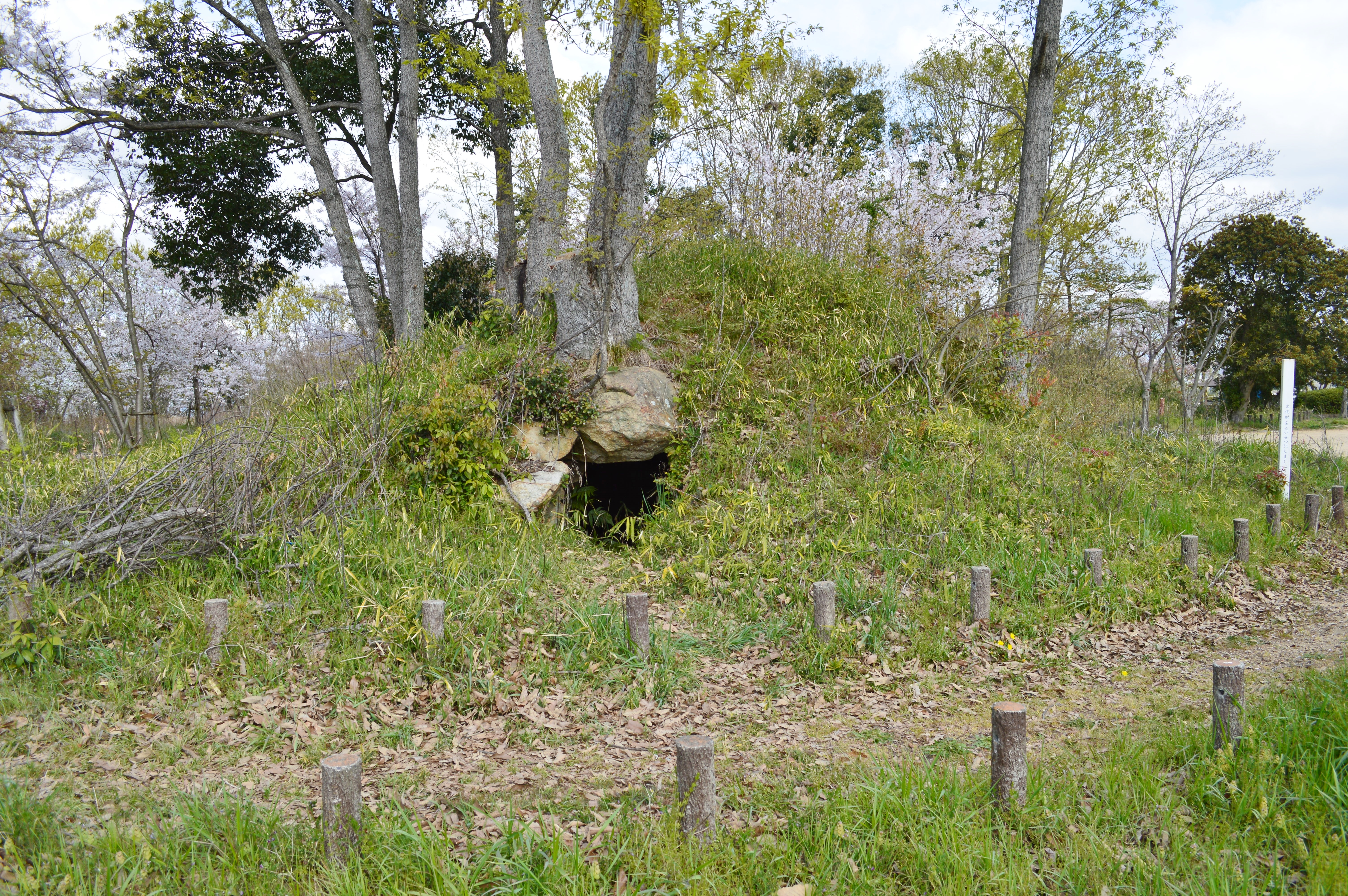
1号墳
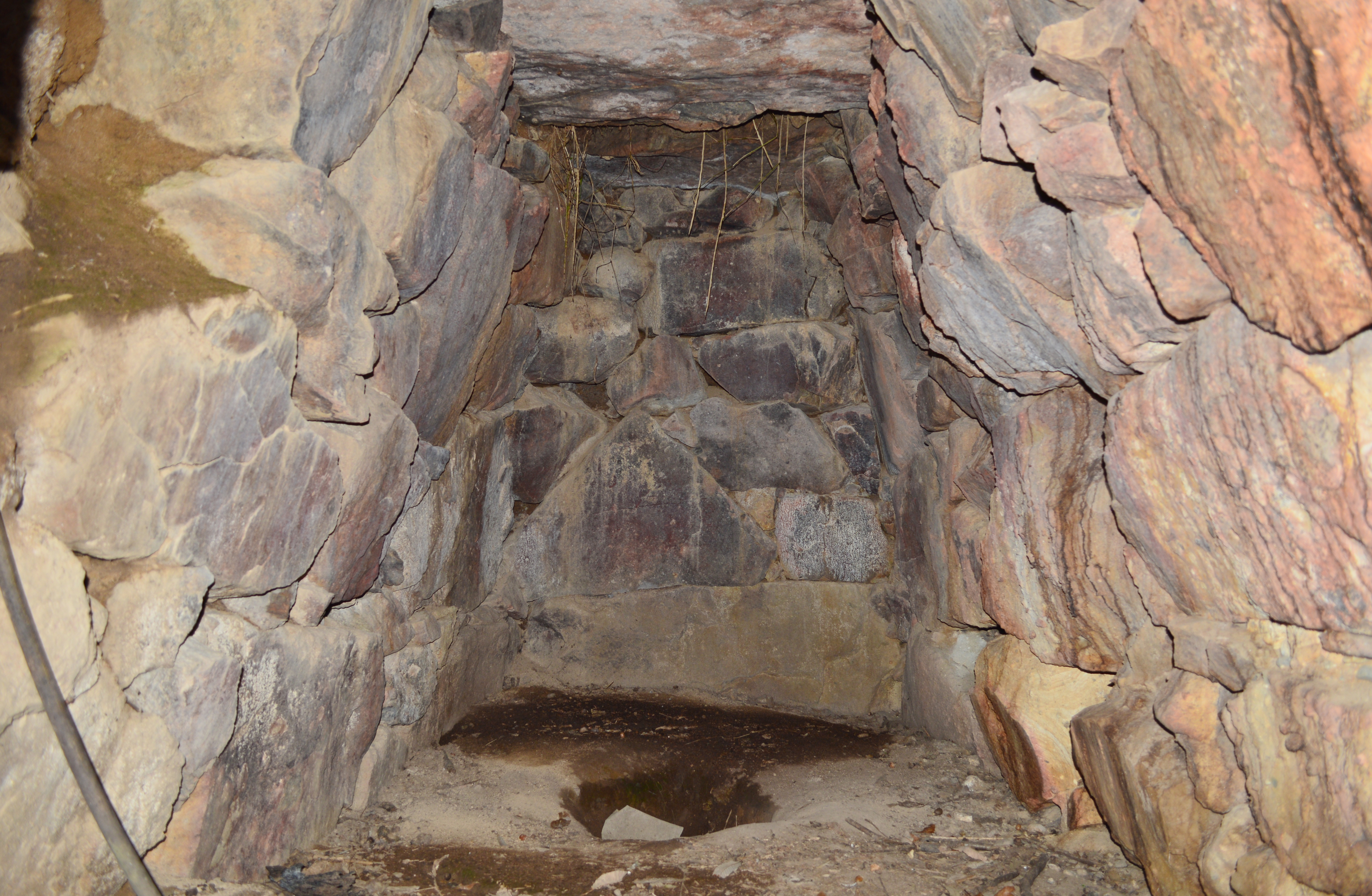
1号墳 石室
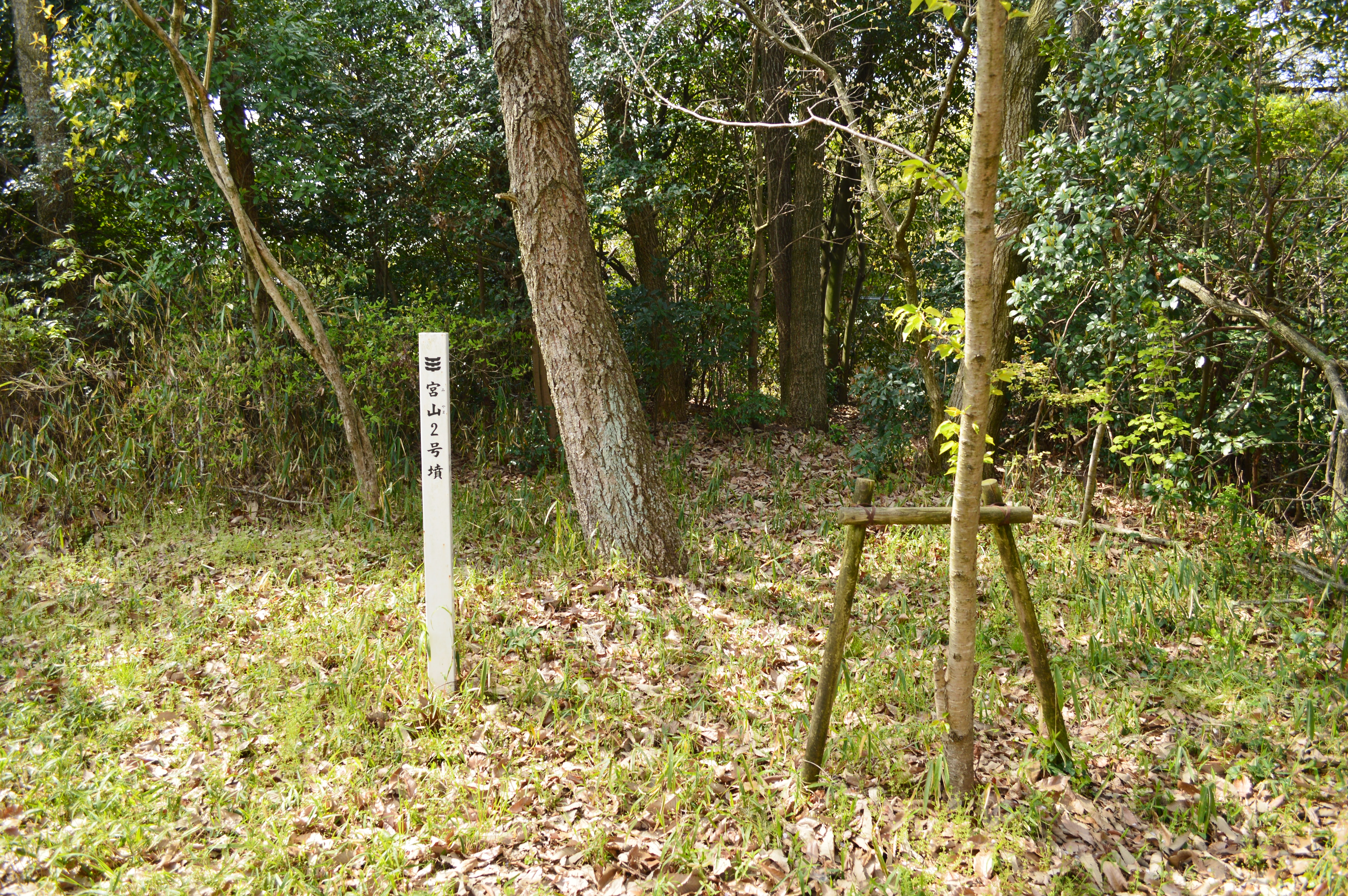
2号墳
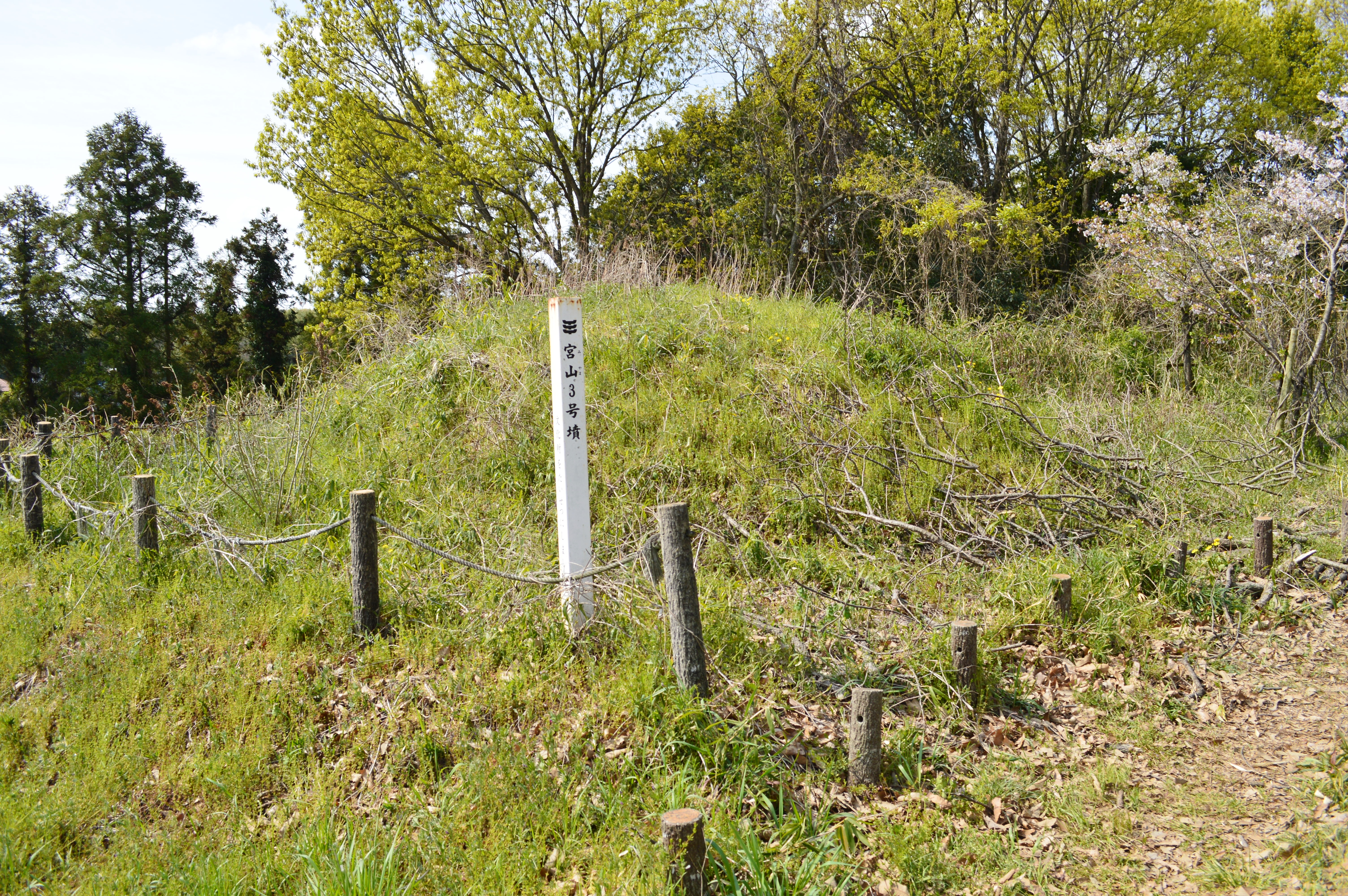
3号墳
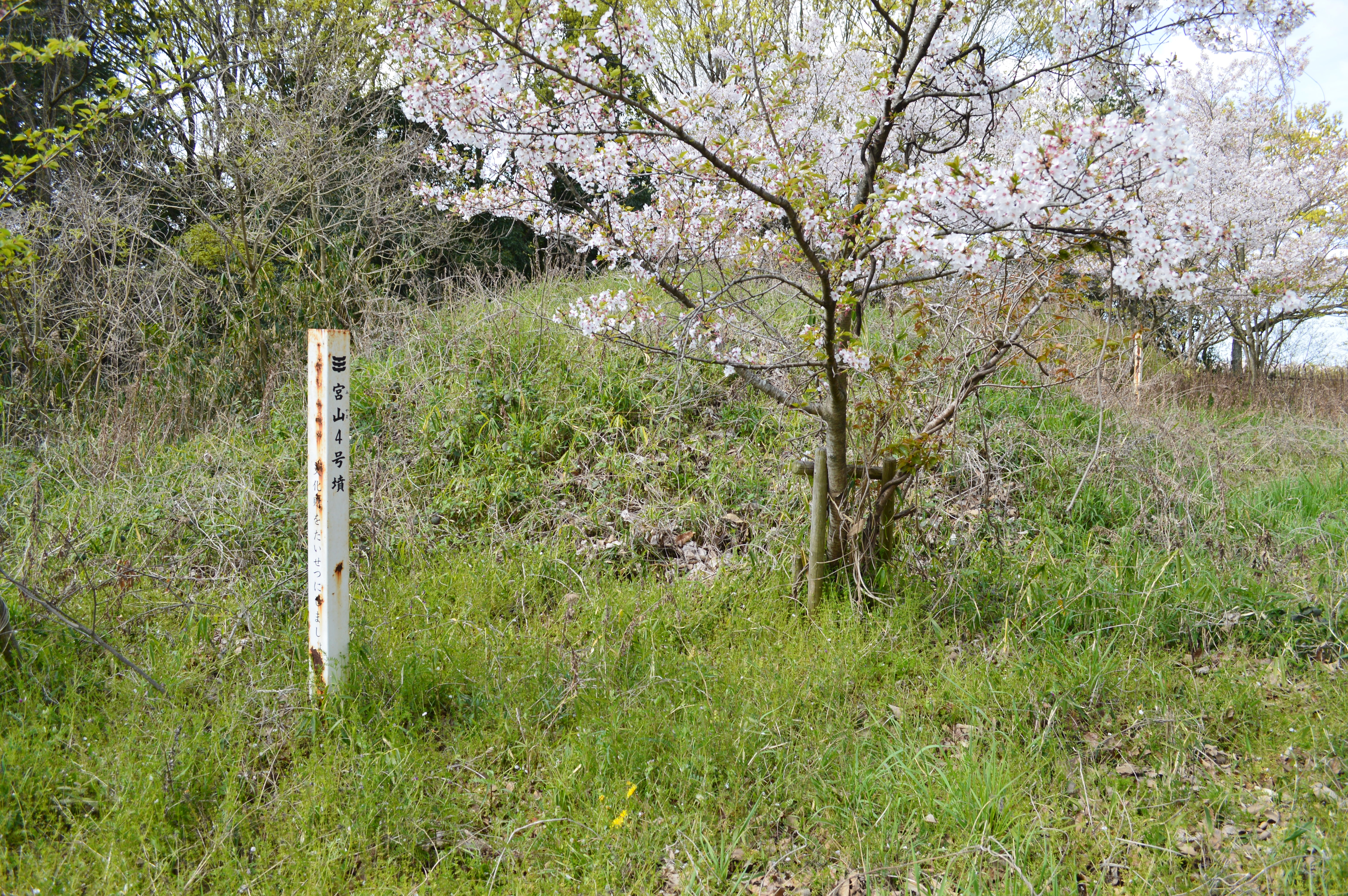
4号墳
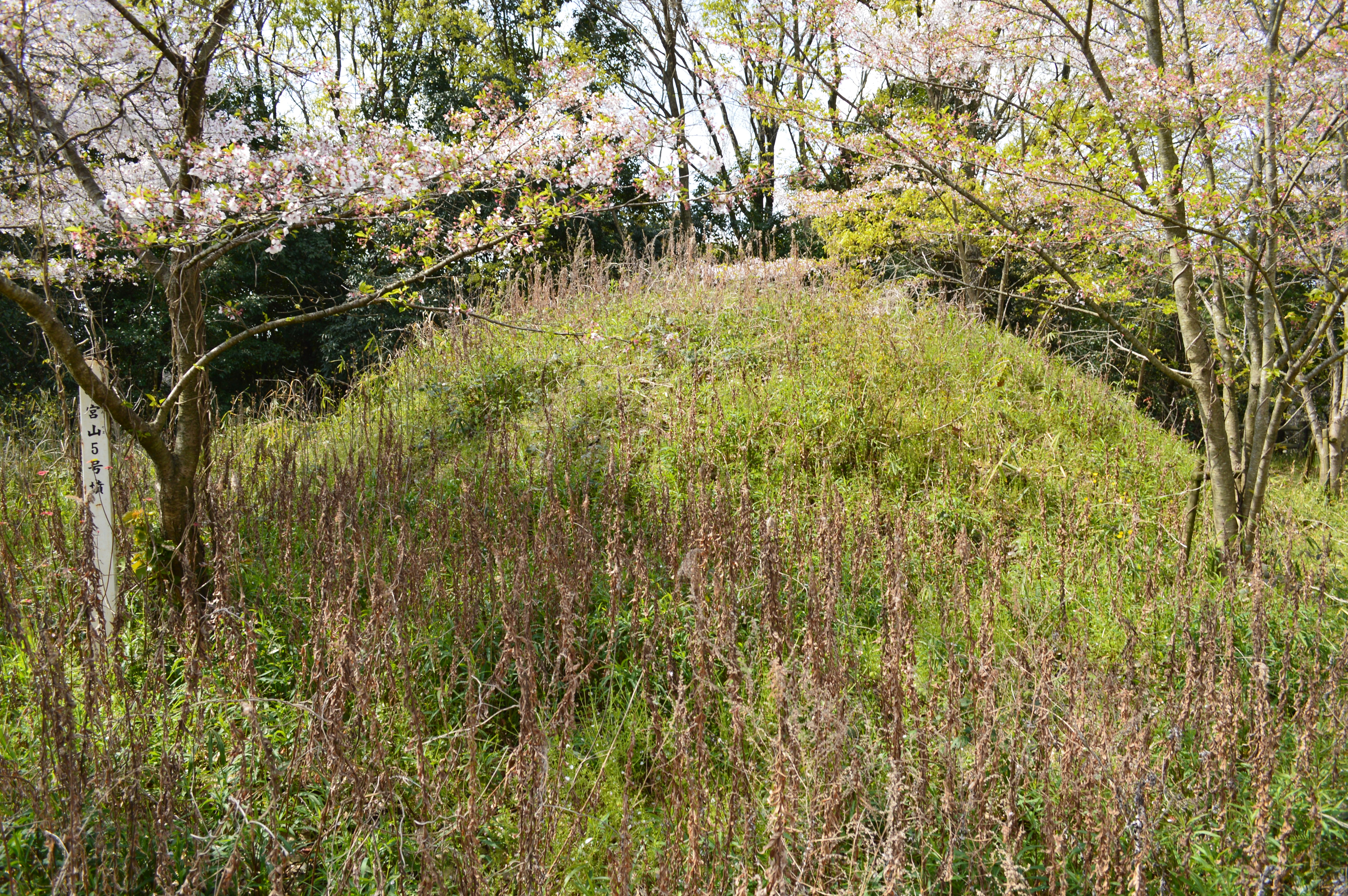
5号墳
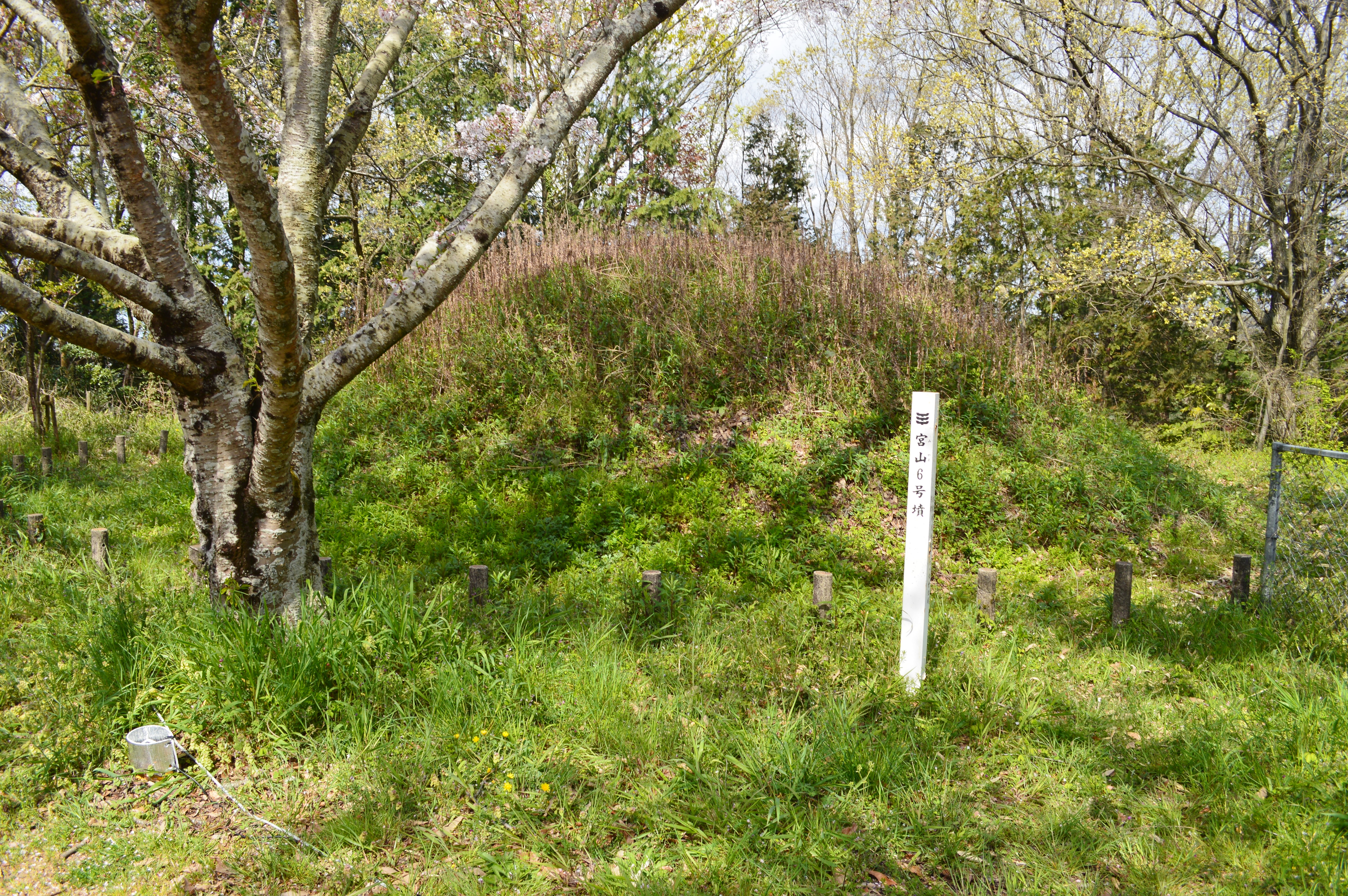
6号墳

## 宮山農村公園
国の農村総合整備モデル事業として整備された公園である。高台に在る宮山遺跡に至る道や古墳の間を縫う道が散策路として、宮山大塚古墳の西側が広場として整備された。面積は2655.91平方メートル。

## 文化財

### 加古川市指定文化財
- 史跡
  - 宮山遺跡  - 1968年（昭和43年）4月1日指定[1]。

## 現地情報
所在地
- 〒675-1204 兵庫県加古川市八幡町上西条

交通アクセス
- JR加古川線 厄神駅 徒歩20分

周辺
- 成福寺
- 晶岩寺
- 末沢大明神
- 西条廃寺跡（北山公園）
- 西条古墳群 （国の史跡）
  - 行者塚古墳
  - 尼塚古墳
  - 人塚古墳
- 城山
  - 西条八幡神社
  - 愛宕神社
- 稲根神社
  - 二塚古墳
- 日岡山公園
  - 日岡御陵
  - 日岡神社
- 宗佐厄神八幡神社（宗佐の厄神さん）